# UFC Fight Night: McDonald vs. Lineker
UFC Fight Night: McDonald vs. Lineker（ユーエフシー・ファイトナイト：マクドナルド・バーサス・リネカー、別名UFC Fight Night 91）は、アメリカ合衆国の総合格闘技団体「UFC」の大会の一つ。2016年7月13日、サウスダコタ州スーフォールズのデニーサンフォード・プレミアセンターで開催された。

## 大会概要
UFC初のサウスダコタ州開催となった本大会ではマイケル・マクドナルドとジョン・リネカーによるバンタム級戦が組まれた。
キャリア8戦全勝のランド・バンナータ、エリック・スパイスリー、マシュー・ロペス、7戦全勝のCFFC女子バンタム級・女子フライ級王者ケイトリン・チョケイジアン、6戦全勝のRFAライトヘビー級王者デヴィン・クラークがUFCデビュー。

## 試合結果

### アーリープレリム
第1試合 ミドル級 5分3R
○  アレックス・ニコルソン vs.  デビン・クラーク ×
1R 4:57 KO（右フック）
第2試合 バンタム級 5分3R
○  ハニ・ヤヒーラ vs.  マシュー・ロペス ×
3R 4:19 肩固め

### プレリミナリーカード
第3試合 ライト級 5分3R
○  スコット・ホルツマン vs.  コーディ・フィスター ×
3R終了 判定3-0（30-27、30-27、29-28）
第4試合 女子ストロー級 5分3R
○  コートニー・ケイシー vs.  クリスティーナ・スタンチュ ×
1R 2:36 TKO（マウントエルボー）
第5試合 ミドル級 5分3R
○  サム・アルビー vs.  エリック・スパイスリー ×
1R 2:43 テンフィンガー・ギロチン
第6試合 女子バンタム級 5分3R
○  ケイトリン・チュケイギアン vs.  ローレン・マーフィー ×
3R終了 判定3-0（29-28、29-28、29-28）

### メインカード
第7試合 フライ級 5分3R
○  ルイス・スモルカ vs.  ベン・グエン ×
2R 4:41 TKO（マウントエルボー）
第8試合 ウェルター級 5分3R
○  中村K太郎 vs.  カイル・ノーク ×
2R 4:59 リアネイキドチョーク
第9試合 ヘビー級 5分3R
○  ダニエル・オミエランチク vs.  アレクセイ・オレイニク ×
3R終了 判定2-0（28-28、29-28、29-28）
第10試合 ミドル級 5分3R
○  ティム・ボッシュ vs.  ジョシュ・サマン ×
2R 3:49 TKO（パウンド）
第11試合 ライト級 5分3R
○  トニー・ファーガソン vs.  ランド・バンナータ ×
2R 2:22 ダースチョーク
第12試合 バンタム級 5分5R
○  ジョン・リネカー vs.  マイケル・マクドナルド ×
1R 2:43 KO（左フック→パウンド）

### 各賞
ファイト・オブ・ザ・ナイト：  トニー・ファーガソン vs. ランド・バンナータ
パフォーマンス・オブ・ザ・ナイト： ジョン・リネカー、ルイス・スモルカ
各選手にはボーナスとして5万ドルが授与された。

### カード変更
負傷などによるカードの変更は以下の通り。
- マイケル・キエーザ → ランド・バンナータ（第11試合）

- アレックス・ホワイト vs. ライアン・ホール → ホワイトの負傷により中止